# Cash Cab
 (avril 2012).
Si vous disposez d'ouvrages ou d'articles de référence ou si vous connaissez des sites web de qualité traitant du thème abordé ici, merci de compléter l'article en donnant les références utiles à sa vérifiabilité et en les liant à la section « Notes et références ».
Cash Cab est une franchise britannique de jeux télévisés. Un taxi parcourt les rues et le chauffeur pose des questions à des clients. Chaque réponse fait gagner un certain montant aux participants.

## À travers le monde
| Pays/région     | Nom         | Chaîne                   | Présentateur       | Langue   |
| --------------- | ----------- | ------------------------ | ------------------ | -------- |
| Royaume-Uni     | Cash Cab    | ITV1                     | John Moody         | Anglais  |
| Québec (Canada) | Taxi Payant | V                        | Alexandre Barrette | Français |
| Canada          | Cash Cab    | Discovery Channel Canada | Adam Growe         | Anglais  |
| France          | Taxi Cash   | W9                       | Alexandre Devoise  | Français |
| États-Unis      | Cash Cab    | Discovery Channel        | Ben Bailey         | Anglais  |